# Jharkhand
Jharkhand (hindi झारखंड, trb.: Dźharkhand, trl.: Jhāṛkhaṁḍ; ang. Jharkhand) – stan we wschodnich Indiach, który powstał w wyniku wydzielenia części terytorium ze stanu Bihar 15 listopada 2000 roku. Jharkhand graniczy z Uttar Pradesh na północy, Chhattisgarh na zachodzie, Orisą na południu i Zachodnim Bengalem na wschodzie.
Popularne jest także określenie tego stanu jako Vananchal, co oznacza z hindi; vana – lasy i anachal – obszar.

## Podział administracyjny
Stan Jharkhand dzieli się na następujące okręgi:

| 1. Bokaro 2. Chatra 3. Devghar 4. Dhanbad 5. Garhwa 6. Giridih 7. Godda 8. Gumla 9. Hazaribag | 1. Kodarma 2. Pakur 3. Palamau 4. Paschim Singhbhum 5. Purba Singhbhum 6. Ranchi 7. Sahibganj 8. Santhal Pargana |  |

## Gospodarka
Stan jest znany głównie dzięki bogatym złożom surowców mineralnych (wydobywa się węgiel, boksyty i miedź) oraz dużym zasobom leśnym. Jest to jeden z biedniejszych stanów Indii mimo tego, że na jego obszarze znajdują się ośrodki wysoko rozwiniętego przemysłu takie jak: Jamshedpur, Bokaro i Dhanbad (produkcja stali, nawozów sztucznych, materiałów wybuchowych).